# Oregon City (Oregon)
Pour les articles homonymes, voir Oregon City.
Oregon City est une ville des États-Unis, siège du comté de Clackamas, dans l'Oregon. Selon le recensement de 2020, la population était de 37 752 habitants. Oregon City fut la première ville incorporée à l'ouest des montagnes Rocheuses, en 1844.

## Histoire
La ville fut fondée en 1829 et fut, de 1848 à 1851, la capitale du territoire de l'Oregon, avant son transfert à Salem. Jean Baptiste McLoughlin est l'un des pères de cette ville. Le comptoir de la Société de l'Océanie est l'un des quatre premiers magasins de cette ville qui comptait 2 000 habitants en 1850.

## Géographie
Oregon City se trouve dans le nord de l'Oregon, au confluent entre les rivières Willamette et Clackamas, tout près des chutes de la Willamette.

## Économie
L'économie d'Oregon City a d'abord été dominée par l'industrie forestière, et en particulier par l'industrie du papier. Récemment, l'industrie de pointe s'est développée. Benchmade, fabricant de couteaux, est basé à Oregon City.

## Démographie

### Recensement de 2020
Lors du recensement de 2020, la ville comptait 37 572 habitants, 13 966 ménages et 8 206 familles. La densité de population était de 1 561,5 habitants par km2. Il y avait 14 478 unités de logement. La composition de la ville était la suivante : 91,71 % de Blancs, 0,69 % de Noirs, 1,08 % d'Amérindiens, 1 % d'Asiatiques, 0.02 % Hawaïen ou autre Océanien et 4,46 % de personnes appartenant à deux races ou plus. Les Hispaniques et Latino représentaient 5,12 % de la population.
34,1 % des 13 966 ménages comportait au moins un enfant de moins de 18 ans. 51,2 % étaient des couples mariés vivant ensemble. 9,3 % étaient composés d'une personne âgée de 65 ans ou plus vivant seule. La taille moyenne d'un ménage était de 2,61 personnes et celle d'une famille de 3,07.
Le revenu médian d'un ménage était de 81 039 $ et celui d'une famille de 92 888 $. Le revenu par habitant était de 37 997 $. Environ 3,5 % des familles et 6 % de la population se trouvaient sous le seuil de pauvreté, dont 5,6 % des moins de 18 ans et 6,9 % des 65 ans et plus.

### Recensement de 2000
Oregon City était peuplée de 25 754 habitants au recensement de 2000, répartis en 6 667 familles :
- 92,44 % de la population est blanche, dont 4,98 % sont hispaniques ;
- 1,12 % est d'origine asiatique ;
- 1,08 % est amérindienne ;
- 0,58 % est afro-américaine ;
- 0,11 % est originaire des îles du Pacifique.

## Personnalités originaires de la ville
- Brian Burres, ancien lanceur de la LMB,
- Drew Struzan, peintre et illustrateur,
- Edwin Markham, poète,
- Lance Tracy, réalisateur, scénariste, acteur et producteur,
- Matt Lindland, ancien pratiquant de MMA et lutteur,
- Meredith Brooks, chanteuse et guitariste,
- Rich Fellers, cavalier de saut d'obstacles,
- Susan Ruttan, actrice,
- Wifey (Sandra Otterson), actrice pornographique.

## Jumelage
Tateshina (Japon),.